# Determinismo científico
El determinismo científico es un paradigma científico que considera que, a pesar de la complejidad del mundo y su impredictibilidad práctica, el mundo físico evoluciona en el tiempo según principios o reglas totalmente predeterminadas y el azar es solo un fenómeno aparente.

Hemos de considerar el estado actual del universo como el efecto de su estado anterior y como la causa del que ha de seguirle. Una inteligencia que un momento determinado conociera todas las fuerzas que animan la naturaleza, así como la situación respectiva de los seres que la componen, si además fuera lo suficientemente amplia como para someter a análisis tales datos, podría abarcar en una sola fórmula los movimientos de los cuerpos más grandes del universo y los del átomo más ligero; nada le resultaría incierto y tanto el futuro como el pasado estarían presentes ante sus ojos.
Pierre-Simon, marqués de Laplace

La concepción de un universo regido por las leyes de la naturaleza se ha contrapuesto con las intervenciones divinas y otros tipos de interferencia sobrenatural. ¿Existen excepciones a las leyes que violen la evolución natural del universo, es decir, un milagro? La respuesta a esta pregunta ha estado dividida a lo largo de la historia y ha sido discutida por importantes científicos, filósofos y teólogos. Platón y Aristóteles no lo creían. A excepción de René Descartes, casi todos los pensadores cristianos mantuvieron que Dios era capaz de violar o cesar las leyes si lo quisiera. Incluso Isaac Newton creyó en tales milagros: debido a las perturbaciones producidas por la atracción de la gravedad del Sol, el sistema solar solo sería estable si un relojero le "diese cuerda" y reiniciara periódicamente las órbitas evitando el cese del "reloj celestial", ya sea por el colapso de los planetas hacia el centro del sistema o su expulsión hacia los cielos.
Pierre-Simon Laplace arguyó correctamente que tales perturbaciones deben ser periódicas y cíclicas, en vez de acumulativas. El sistema solar se estabiliza a sí mismo y por tanto ya no hay necesidad de recurrir al actuar de un ser divino para explicar por qué nuestro sistema ha sobrevivido hasta el día de hoy. Es a Laplace a quien se suele atribuir la primera formulación rigurosa del determinismo científico: dadas todas las condiciones de un instante cualquiera, un conjunto completo de leyes determina totalmente tanto el futuro como el pasado. Esto excluye la posibilidad de milagros o un papel activo de Dios y ha sido la respuesta de los físicos modernos a la pregunta antes formulada y es, de hecho, la base de la ciencia moderna. Una ley científica no es tal si solo se cumple si un ser sobrenatural decide no intervenir. Respecto a este punto, se dice que Napoleón le preguntó a Laplace sobre el papel que desempeñaría Dios en el universo, este respondió: «Señor, no he necesitado esa hipótesis».

## Introducción
Antes de hablar de determinismo científico es aconsejable hacer unas distinciones previas para no perderse en la complejidad del problema. Así, se deberá distinguir entre determinismo en su sentido más amplio, entendido como dimensión ontológica de las cosas, y determinismo científico, que se refiere más bien a la dimensión epistemológica de la ciencia.[cita requerida]
En filosofía, el principio de causalidad, en el que se funda el determinismo, es un principio universal que abarca todos los campos del ser. Bajo su dominio están, tanto el espíritu como la materia. Todo suceso, todo acaecer, está determinado causalmente: todo sucede según una razón o causa suficiente. Esta es la formulación determinista que se expresa por medio del principio de razón suficiente, la expresión más general del principio de causalidad. La causa representa, en el proceso universal del cambio, el momento anterior en el tiempo; el efecto es la secuencia inmediata posterior que acusa todas las propiedades contenidas en la causa: causa aequat effectum ("la causa es equivalente al efecto"). Debido a esta proporcionalidad existente entre causa y efecto, se cree posible la deducción o la inferencia de un polo de esta ecuación al otro.[cita requerida]
En ciencia reaparece este tipo de causalidad y esta concepción determinista fue adoptada sin reservas. Lo nuevo de la ciencia es que tal determinismo adquiere también un sentido epistemológico, pues, además de afirmar implícitamente el principio de causalidad, extiende su dominio al fenómeno del conocimiento humano de lo físico. La filosofía no necesitaba llevar a cabo esta ampliación ya que sus enunciados no exigen verificación y constatación empíricas. Pero la Ciencia, que ha de vérselas continuamente con lo empírico, no puede menos de contar con este aspecto nuevo y, al hacerlo, aplica también el principio de causalidad. Aunque la Ciencia no ha definido nunca el principio de causalidad, se podría formular, más o menos, según lo que un científico clásico entendería por causalidad, de la siguiente manera: todo efecto tiene su causa determinante, y en esta relación de dependencia entre la causa y el efecto no caben ni el azar ni la discontinuidad, por ser de una simplicidad absoluta. La imagen de tal determinación está dada en las ecuaciones matemáticas, donde, dados ciertos valores y sus cálculos, todo sucede con carácter de necesidad.[cita requerida]

## El sentido común, la filosofía y la ciencia
El hombre prefilosófico y precientífico entiende por causado un suceso, cuando ve en él el resultado de algo anterior en el tiempo que lo produce. El sentido común aprecia, además, regularidades entre sucesos, pero no intenta entresacar estructuras de los mismos. Una piedra puede ser la causa de un tropezón, se pensará comúnmente, pero, de tomar tal suceso por algo causado a admitir en él una determinación, va algo más que la mera evidencia de las cosas, y pertenece, por ello, a un plano más elevado de especulación.[cita requerida]
La filosofía se ha planteado muy seriamente este problema de la determinación y, ya desde la Antigüedad, han aparecido numerosas formulaciones del principio de causalidad o determinación ontológica. «Nada sucede porque sí, sino que todo sucede con razón y por necesidad», decía ya Leucipo (s. V a. C.), siendo esta formulación la que ha pasado a la filosofía con el nombre de principio de causalidad o principio de razón suficiente. Con ello, la filosofía identifica los términos razón y causa, dándoles, además, carácter de necesidad. Sin embargo, la filosofía ha andado y anda todavía dándole vueltas al problema que plantea identificar razón y causa, ya que ambos términos suelen tomarse, con demasiada frecuencia, como incompatibles, al pasar el término razón a ser dominio del espíritu, y referirse el término causalidad más bien al campo de la materia. Es esta dualidad aquel imperium in imperio de que hablaban los racionalistas, que no pudieron solucionar, pero que creían, en principio, soluble. Esto se traduce en el intento de entender el mundo de la materia imponiéndole estructuras racionales; queriendo acercarse a su conocimiento desde planos completamente extraños a la materia, como son la lógica y la matemática; intento este que se funda en un supuesto metafísico: la realidad en sí tiene una constitución racional, regulada y armónica, aunque nuestro conocimiento de ella sea siempre parcial, caótico y relativo; la continuidad y determinación causal son propiedades esenciales de la realidad.[cita requerida]
No es otra la concepción que tiene la nuova scienza del mundo físico cuando intenta apresar matemáticamente la realidad. El proceso seguido para conseguirlo es harto conocido: todo fenómeno ha de ser purificado de su materialidad, ha de ser cuantificado y geometrizado de tal modo que sea susceptible de comprensión matemática. Al dar resultado el método, se confirman la creencia filosófica y la evidencia del sentido común de que la realidad física, por ser susceptible de matematización, debe estar constituida por una regularidad fija y predeterminada.[cita requerida]
El determinismo científico está dado y aceptado por la ciencia con su propio método; aquel método que postulaba ya Francis Bacon al decir que había que ir al conocimiento de las cosas por sus causas, con lo que se adelantaba al mismo Laplace, considerado éste como el máximo exponente del determinismo científico, al decir que el conocimiento de las causas lleva consigo el dominio del universo. Pero, con el advenimiento de la ciencia, acaece algo más que la simple adaptación de concepciones filosóficas anteriores. En la ciencia tiene lugar y se encarna teórica y prácticamente la separación que estableciera Descartes entre materia y espíritu. Entre el observador y lo observado, entre sujeto y objeto, no hay relación digna de tener en cuenta. Con ello cree la ciencia haber conseguido su ideal frente a la filosofía: haber descartado del experimento todo elemento subjetivo; haber construido, así, una teoría objetiva del mundo, por no estar mediatizado su objeto, por dejar expresarse libremente a la realidad.[cita requerida]
Antes de proseguir, han de tenerse en cuenta dos consideraciones:[cita requerida]
- Todo lo que la ciencia clásica diga del determinismo se referirá no a la Naturaleza en general, sino a la Naturaleza como objeto de ciencia, que es siempre el resultado de una manipulación y de una selección. La Naturaleza, entendida así, difiere de lo que se entiende comúnmente por naturaleza en filosofía, por dejar, o pretender dejar, fuera todas aquellas dimensiones que son por naturaleza inobservables y no susceptibles de comprobación teórica o experimental.

- El objeto de la ciencia constituye siempre una pequeña parte de la totalidad del universo y de sus múltiples expresiones. Esta pequeña parte se considera, al momento de estudiarla, como aislada del resto del universo y, aunque no se desconoce la posible relación en que se encuentran todas las cosas, es ésta una dimensión que no contará ni se tendrá muy en cuenta por ser de valor accidental. Por tanto, cuando se afirme en ciencia que en la Naturaleza rige la determinación, ha de entenderse tal determinación en el sentido, y sólo en el sentido, que le dan los científicos.[cita requerida]

La Naturaleza constituida en objeto de ciencia se cree determinada en el sentido de que todas las manifestaciones de la misma, todos los fenómenos, se suponen regidos por leyes fijas que han de ser descubiertas. Pero como lo que aparece en primer lugar no son las leyes, sino los estados de los fenómenos, de aquí que lo que afirma la determinación es que entre los estados distintos de un mismo sistema hay una relación continua de dependencia tal, que unos estados se pueden explicar por los otros.[cita requerida]

## El determinismo de la física
En la descripción de un sistema mecánico clásico se realiza mediante una serie de magnitudes de posición y velocidades (alternativamente momentos lineales) asociadas a cada punto material del sistema y que varían con el tiempo de acuerdo a ciertas leyes. Por simplicidad en esta sección nos restringiremos a sistemas mecánicos con un número finito de grados de libertad. En el caso de los fluidos y otras áreas de la física necesitamos definir funciones sobre regiones continuas, lo cual formalmente equivale a tratarlos como sistemas con un número infinito de grados de libertad.

### El determinismo de la mecánica clásica
Las ecuaciones de movimiento describen las restricciones e interacciones que impone una parte del sistema mecánico sobre la otra y generalmente se pueden representar como ecuaciones diferenciales de segundo orden o como sistema de ecuaciones diferenciales. En este caso las variables posición y cantidad de movimiento son las variables de estado. En el espacio euclídeo tridimensional de n partículas con movimiento no restringido mediante enlaces exteriores tendrá 6n grados de libertad. 
La formulación matemática de la mecánica clásica, y otras disciplinas de la física clásica, son tales que el estado de un sistema mecánico queda completamente determinado si se conoce su cantidad de movimiento y posición siendo estas simultáneamente medibles. Indirectamente, este enunciado puede ser reformulado por el principio de causalidad. En este caso se habla de predictibilidad teóricamente infinita: matemáticamente si en un determinado instante se conocieran (con precisión infinita) las posiciones y velocidades de un sistema finito de N partículas teóricamente pueden ser conocidas las posiciones y velocidades futuras, ya que en principio existen las funciones vectoriales 

{\displaystyle \displaystyle \{{\vec {r}}_{i}={\vec {r}}_{i}(t;{\vec {r}}_{i,0},{\vec {v}}_{i,0}\}_{i=1}^{N}}

que proporcionan las posiciones de las partículas en cualquier instante de tiempo. Estas funciones se obtienen de unas ecuaciones generales denominadas ecuaciones de movimiento que se manifiestan de forma diferencial relacionando magnitudes y sus derivadas. Las funciones 

{\displaystyle \displaystyle \{{\vec {r_{i}}}(t)\}_{i=1}^{N}}

se obtienen por integración, una vez conocida la naturaleza física del problema y las condiciones iniciales.
Ahora bien el objetivo habitual de las aplicaciones de la mecánica clásica no es precisar el estado de un sistema sin más, sino además, partiendo de un estado dado, predecir y definir unívocamente cualquier estado posterior del mismo sistema. En esto consiste el determinismo clásico.   
La mecánica clásica ha podido defender durante mucho tiempo este tipo de determinismo apoyándose en sus éxitos. Lo que para Newton era todavía un supuesto implícito, se convierte con Laplace en doctrina, seguro de estar ante el método único capaz de descubrir la realidad tal cual es: 

«Debemos considerar - decía Laplace- el estado presente del Universo como el efecto del estado anterior y como la causa del estado que le siga. Una inteligencia que conociera todas las fuerzas que actúan en la Naturaleza en un instante dado y las posiciones momentáneas de todas las cosas del universo, sería capaz de abarcar en una sola fórmula los movimientos de los cuerpos más grandes y de los átomos más livianos del mundo, siempre que su intelecto fuera suficientemente poderoso como para someter a análisis todos los datos; para ella nada sería incierto, y tanto el futuro como el pasado estarían presentes a sus ojos»
Laplace

Esta fe en el método y en sus resultados y la consiguiente aceptación de la determinación de los sucesos naturales no pudo ser destruida ni por la teoría de Maxwell, que tiene que explicar fenómenos donde sólo ayudan las leyes estadísticas, ni por la teoría de la Relatividad de Einstein en la que ya no queda fuera del sistema estudiado el observador, pero que su intromisión no supone una perturbación esencial de las leyes determinantes de lo real.

### La crisis del determinismo clásico
Muchos son los trabajos publicados referentes al tema de la crisis del determinismo, sin especificar que lo que estaba en crisis no era el determinismo en general, sino el concepto de determinismo que imperaba en la ciencia. Al querer defender, por ejemplo, el determinismo que resulta de admitir el principio de causalidad, han pretendido ciertos filósofos y científicos asegurar posiciones en realidad no atacadas por la ciencia moderna, que sigue siendo fiel a sus límites y que habla, como la clásica, únicamente de su objeto. No es, pues, el principio de causalidad lo que está en crisis, sino el objeto mismo de la ciencia al verse enriquecido por dimensiones, hasta ahora no tenidas en cuenta, y salir de su aislamiento. Por consiguiente, el defender el indeterminismo en la ciencia no implica la defensa de la libertad o de conceptos semejantes. La ciencia moderna, representada aquí por la Física cuántica, no pretende resolver problemas del espíritu, como son la libertad o el destino humano; su innovación consiste, precisamente, en desligarse cada vez más de los supuestos metafísicos de que partía la Ciencia clásica, devolviendo las cosas a su sitio y procurando no eliminar lados del problema, sino acatarlos tal cual se presentan.

### El indeterminismo de la mecánica cuántica
Aunque existen diversas interpretaciones de la Mecánica cuántica, la mayoría de ellas aceptan que existe uno o varios factores aleatorios intrínsecos en la teoría por los cuales no existiría determinismo como en el caso de la mecánica clásica. En especial, en la reducción o colapso de la función de onda relacionado con el problema de la medida se cree que podría ser un proceso donde interviene el azar de manera insoslayable. Desde siempre han existido formulaciones que han tratado de conciliar la exactitud de las predicciones de la mecánica cuántica, con algún tipo de mecanismo determinista, por ejemplo la famosa interpretación de Bohm postulaba algunas variables ocultas que reconciliaban resultados aparentemente azarosos de la observación con un conocimiento incompleto del estado cuántico. Diversos resultados empíricos basados en el teorema de Bell supusieron un duro golpe contra muchas propuestas teóricas de variables ocultas. Aunque recientemente han aparecido nuevos trabajos que sugieren que la mecánica cuántica podría ser determinista, sin embargo, esta posición no es la preferida actualmente en mecánica cuántica.

### Consecuencias del indeterminismo cuántico
Las complicaciones relacionadas con el problema de la medida, el entrelazamiento cuántico, el teorema de Kochen-Specker y otros resultados paradójicos desde el punto de vista clásico han llevado a algunos pensadores y físicos hacia posiciones filosóficas que sugieren que las teorías y sus ecuaciones no son el reflejo exacto de lo real, ni que asuma que el mundo es tal cual se le muestra en el experimento. La mecánica clásica admitía dos componentes epistemológicos:[cita requerida]
- la relación existente entre los datos empíricos y los postulados de la teoría, que, por creerse en principio y por aproximación adecuados, no creaban mayores problemas;
- la interpretación a dar al concepto de probabilidad (concepto que tiene que admitir de mal grado), que se resuelve aplicando la teoría del error, según la cual el experimento (que da valores promedios) se interpreta como un caso límite, donde, a pesar de todas las imperfecciones de experimentación y observación puede aparecer comprobada la teoría.

Pero olvidaba un tercer componente al pretender aislar el objeto en cuestión; esto es, olvidaba la repercusión del experimento en el objeto estudiado. La novedad de la mecánica cuántica consiste, principalmente, en tener en cuenta este componente, dándole importancia capital.
El observador entra ya, con la teoría de la relatividad, a formar parte del sistema en cuestión. Pero Einstein no quiso jamás reconocer que ese «estar dentro» modificara lo más mínimo el pensar tradicional determinista de la ciencia, según el cual el objeto es independiente de la observación.[cita requerida]
Si el determinismo clásico está dado con la definición de estado mecánico, lo cual no deja de ser una convención, el indeterminismo científico consistirá en negar la posibilidad de tal definición, por no contener en sí todos los parámetros que realmente toman parte en un fenómeno. Pero, además, negará que tal definición sea posible tal como se hace en la ciencia clásica, porque tampoco se podrán precisar simultáneamente las llamadas «variables de estado».[cita requerida]